# Антоанета Тодорова-Селенска
Антоанета Иванова Тодорова-Селенска е българска копиехвъргачка. Избрана е за Спортист на Балканите през 1981 година.
Родена е на 8 юни 1963 година в Самоводене, Търновско. Започва да тренира хвърляне на копие и през 1981 година поставя световен рекорд с постижение от 71,88 метра на състезание в Загреб. Участва в Олимпийските игри в Москва (1980), Сеул (1988) и Барселона (1992).
Антоанета Тодорова-Селинска е майка на дискохвъргача Михаил Селенски.